# Södra Unnaryds socken
Södra Unnaryds socken i Småland ingick i Västbo härad i Finnveden och i Jönköpings län, ingår sedan 1974 i Hylte kommun i Hallands län och motsvarar från 2016 Södra Unnaryds distrikt.
Socknens areal är 213,93 kvadratkilometer, varav land 167,04. År 2000 fanns här 1 202 invånare. Tätorten Unnaryd med sockenkyrkan Södra Unnaryds kyrka ligger i socknen.

## Administrativ historik
Södra Unnaryds socken har medeltida ursprung. Före den 1 januari 1886 (ändring enligt beslut den 17 april 1885) var namnet Unnaryds socken.
Vid kommunreformen 1862 övergick socknens ansvar för de kyrkliga frågorna till Unnaryds församling och för de borgerliga frågorna till Södra Unnaryds landskommun.  Landskommunen inkorporerades 1952 i Unnaryds landskommun, som sedan 1974 uppgick i Hylte kommun och samtidigt ändrade länstillhörighet till Hallands län. I församlingen uppgick 2010 Jälluntofta församling.
1 januari 2016 inrättades distriktet Södra Unnaryd, med samma omfattning som församlingen hade 1999/2000. 
Socknen har tillhört samma fögderier och domsagor som Västbo härad. De indelta soldaterna tillhörde Jönköpings regemente, Norra Västbo kompani.

## Geografi och natur
Södra Unnaryds socken ligger vid norra Unnen som delas med Odensjö socken i Ljungby kommun och väster om den stora sjön Bolmen som sträcker sig genom flera socknar. Socknen är en sjö  och mossrik skogsbygd.Utöver Unnen och Bolmen är de största insjöarna Yasjön som delas med Långaryds och Femsjö socknar i Hylte kommun, en annan Yasjön som delas med Lidhults socken i Ljungby kommun samt Nejsjön, Rangen, Fjällen och Stora Slätten.
Det finns fyra naturreservat i socknen. Lunnamossen, Tira öar och Ödegärdet ingår alla i EU-nätverket Natura 2000 medan Sjö som delas med Odensjö socken i Ljungby kommun är ett kommunalt naturreservat.

## Fornminnen
Några stenåldersboplatser, flera gravrösen från bronsåldern samt tre järnåldersgravfältar och tre gravfält, däribland Bedja rör vid Nöttja öster om Unnen är kända. Två runristningar är kända från kyrkan, varav en nu är borta.

## Namnet
Namnet (1300 Undariuth), taget från kyrkbyn, har förledet sjönamnet Unden och efterledet  ryd, röjning.

## Befolkningsutveckling
Befolkningen ökade från 1 250 1810 till 2 215 1880 varefter den minskade stadigt till 1 238 1990.
| Befolkningsutvecklingen i Södra Unnaryds socken 1810–1990                                               | Befolkningsutvecklingen i Södra Unnaryds socken 1810–1990 | Befolkningsutvecklingen i Södra Unnaryds socken 1810–1990 | Befolkningsutvecklingen i Södra Unnaryds socken 1810–1990 | Befolkningsutvecklingen i Södra Unnaryds socken 1810–1990 |
| --- | --------------------------------------------------------- | --------------------------------------------------------- | --------------------------------------------------------- | --------------------------------------------------------- |
| |                                                           |                                                           |                                                           |                                                           |
| År |                                                           |                                                           | Folkmängd                                                 |                                                           |
| 1810 | 1810                                                      |                                                           | 1 250                                                     |                                                           |
| 1820 | 1820                                                      |                                                           | 1 385                                                     |                                                           |
| 1830 | 1830                                                      |                                                           | 1 482                                                     |                                                           |
| 1840 | 1840                                                      |                                                           | 1 563                                                     |                                                           |
| 1850 | 1850                                                      |                                                           | 1 703                                                     |                                                           |
| 1860 | 1860                                                      |                                                           | 1 918                                                     |                                                           |
| 1870 | 1870                                                      |                                                           | 2 099                                                     |                                                           |
| 1880 | 1880                                                      |                                                           | 2 215                                                     |                                                           |
| 1890 | 1890                                                      |                                                           | 2 138                                                     |                                                           |
| 1900 | 1900                                                      |                                                           | 2 181                                                     |                                                           |
| 1910 | 1910                                                      |                                                           | 2 060                                                     |                                                           |
| 1920 | 1920                                                      |                                                           | 2 079                                                     |                                                           |
| 1930 | 1930                                                      |                                                           | 1 981                                                     |                                                           |
| 1940 | 1940                                                      |                                                           | 1 821                                                     |                                                           |
| 1950 | 1950                                                      |                                                           | 1 635                                                     |                                                           |
| 1960 | 1960                                                      |                                                           | 1 500                                                     |                                                           |
| 1970 | 1970                                                      |                                                           | 1 312                                                     |                                                           |
| 1980 | 1980                                                      |                                                           | 1 318                                                     |                                                           |
| 1990 | 1990                                                      |                                                           | 1 238                                                     |                                                           |
| Anm: Källor: Umeå universitet - Tabellverket 1749-1859, Demografiska databasen, CEDAR, Umeå universitet |                                                           |                                                           |                                                           |                                                           |